# Xylobium colleyi
Xylobium colleyi là một loài thực vật có hoa trong họ Lan. Loài này được (Bateman ex Lindl.) Rolfe miêu tả khoa học đầu tiên năm 1890.